# لويس بارتليت
لويس بارتليت (بالإنجليزية: Louis Bartlett)‏ هو سياسي أمريكي، ولد في 6 سبتمبر 1873، وتوفي في 4 فبراير 1951.